# Ruttebüller See
Ruttebüller See este o arie protejată (arie specială de conservare — SAC, sit de importanță comunitară — SCI) din Germania întinsă pe o suprafață de 55 ha, integral pe uscat.

## Localizare
Centrul sitului Ruttebüller See este situat la coordonatele 54°53′43″N 8°45′49″E / 54.8953°N 8.7636°E.

## Înființare
Situl Ruttebüller See a fost declarat sit de importanță comunitară în august 2000 pentru a proteja 2 specii de animale. Situl a fost protejat și ca arie specială de conservare în ianuarie 2010.

## Biodiversitate
Situată în ecoregiunea atlantică, aria protejată conține 1 habitat natural: Lacuri eutrofice naturale cu vegetație de tip Magnopotamion sau Hydrocharition.
La baza desemnării sitului se află mai multe specii protejate de  păsări (2): buhai de baltă (Botaurus stellaris stellaris), erete de stuf (Circus aeruginosus)